# Hallaur
Hallaur es una ciudad censal situada en el distrito de Siddharthnagar en el estado de Uttar Pradesh (India). Su población es de 6999 habitantes (2011). 

## Demografía
Según el censo de 2011 la población de Hallaur era de 6999 habitantes, de los cuales 3726 eran hombres y 3273 eran mujeres. Hallaur tiene una tasa media de alfabetización del 82,67%, superior a la media estatal del 67,68%: la alfabetización masculina es del 86,24%, y la alfabetización femenina del 78,62%.